# Teucholabis confluenta
Teucholabis confluenta är en tvåvingeart som beskrevs av Alexander 1925. Teucholabis confluenta ingår i släktet Teucholabis och familjen småharkrankar. Inga underarter finns listade i Catalogue of Life.